# ثوبان مولى النبي محمد
ثوبان مولى النبي محمد أو ثوبان النبوي (- 54 هـ) صحابي، وأحد رواة الحديث النبوي، من سبي من أرض الحجاز، اشتراه النبي وأعتقه، فلزم النبي وصحبه، وحفظ الكثير عنه.

## سيرته
هو ثوبان بن بجدد، وكنيته أبو عبد الله وقيل: أبو عبد الرحمن، من أهل السراة، والسراة موضع بين مكة واليمن، وهو حكمي من بني حكم. والحكم نسبهم مختلف بين الهون بن خزيمة وسعد العشيرة. حيث قال ابن أبي خيثمة عن مصعب بن عبد الله الزبيري (المتوفى سنة 236 هـ): "ثوبان من العرب من حكم بن سعد".

## مناقبه
ذكر المُفسِّرون في أسباب النزول للآية 69 من سورة النساء: ﴿وَمَنْ يُطِعِ اللَّهَ وَالرَّسُولَ فَأُولَئِكَ مَعَ الَّذِينَ أَنْعَمَ اللَّهُ عَلَيْهِمْ مِنَ النَّبِيِّينَ وَالصِّدِّيقِينَ وَالشُّهَدَاءِ وَالصَّالِحِينَ وَحَسُنَ أُولَئِكَ رَفِيقًا ۝٦٩﴾ [النساء:69]، أنها نزلت في ثوبان، قال ابن الكلبي:
| ثوبان مولى النبي محمد | نزلت في ثوبان مولى رسول الله صلى الله عليه وسلم، وكان شديدَ الحبِّ له قليلَ الصَّبرِ عَنْهُ، فأتاه ذاتَ يومٍ وقد تغيَّر لونه ونحل جسمه، يُعرَفُ في وجهِهِ الحزن، فقال له رسول الله: «يَا ثَوْبَانُ مَا غَيَّرَ لَوْنَكَ»؟ فقال: يا رسول الله ما بي من ضُرٍّ ولا وجعٍ غير أنِّي إذا لم أَرَكْ اشتقتُ إليك واستوحشتُ وحشةً شديدةً حتى ألقاك، ثم ذكرتُ الآخرة وأخافُ ألَّا أراكَ هناك؛ لأنِّي أعرف أنَّك تُرْفَعُ مع النبيين، وأنِّي وإنْ دخلتُ الجنَّة كنتُ في منزلةٍ أدنى من منزلتك، وإن لم أدخل الجنَّة فذاك أحرى ألَّا أرك أبدًا، فأنزل الله تعالى هذه الآية. | ثوبان مولى النبي محمد |

وعن أبي العالية الرياحي: «أن النبي قال: من تكفل لي أن لا يسأل أحداً شيئاً وأتكفل له بالجنة، فقال ثوبان: أنا، فكان لا يسأل أحداً شيئاً».

## روايته للحديث النبوي
- روى عن: النبي محمد.
- روى عنه: جبير بن نفير الحضرمي، والحسن البصري ولم يلقه، وخالد بن معدان، وراشد بن سعد المقرائي الحمصي، ورزيق أبو عبد الله الألهاني، وسالم بن أبي الجعد، وسَعِيد الحمصي، وسليمان بن يسار، وسُلَيْمان المنبهي، وشداد بن أوس، وله صحبة، وشرحبيل بْن مسلم الخولاني، وشهر بن حوشب، وأَبُو عبد السلام صالح بْن رستم، وعبد الله بْن أَبي الجعد، وعبد الأعلى بْن عدى البهراني، وعبد الرحمن بن غنم الأشعري، وعبد الرحمن بن يزيد بن معاوية بن أبي سفيان، ومعدان بْن أَبي طلحة اليعُمَري، ومكحول الشامي ولم يدركه، وأبو إدريس الخولاني، وأبو أسماء الرحبي، وأبو الأشعث الصنعاني، وأَبُو حي المؤذن، وأَبُو الخير اليزني، وأبو سلمة بن عبد الرحمن بن عوف، وأَبُو سلام الأسود، وأبو العالية الرياحي، وأَبُو عامر الألهاني، وأَبُو عامر الهوزني، وأَبُو عبد الرحمن الجبلاني، وأَبُو كبشة السلولي، وأَبُو مصبح المقرائي.[6]
- أحاديثه: روى له مسلم بن الحجاج في صحيحه وأصحاب السنن الأربعة، ومحمد بن إسماعيل البخاري في الأدب المفرد.[6]